# عصب نازک‌نئی سطحی
عصب نازک‌نئی سطحی یا عصب پرونئال سطحی (انگلیسی: Superficial peroneal nerve) ماهیچه‌های خارج ساق را عصب داده (پرونئوس لانگوس و برویس) نهایتاً در مرز بین دو سوم فوقانی و یک سوم تحتانی سطح خارجی ساق سطحی شده و به صورت دو شاخه انتهایی داخلی و خارجی وارد پشت پا می‌شود.
شاخه انتهایی داخلی: فضای ۲ و کنار داخلی شصت را عصب می‌دهد.
شاخه انتهایی خارجی: فضای ۳ و ۴ را در سطح دورسال عصب می‌دهد.
عصب نازک‌نئی سطحی پوست پشت پا را هم عصب می‌دهد.